# أغورزيل
أغورزيل هو إله الرعد والحرب في الميثولوجيا الأمازيغية حيث يتم تمثيله برأس ثور

## تاريخ
استخدمت قبيلة لواتة الأمازيغية رأس ثور في معاركهم ضد البيزنطيين أثناء ثورتهم على البيزنطيين في القرن السادس, يذكر أنه في لحظة الإشتباك أطلقت لواتة على خصمهم ثورًا يمثل الإله غورزيل
الشاعر البيزنطي كوريب ذكر بدوره أنه قائد قبيلة لاغواتان إيرنا إستخدم رأس أغورزيل في معاركه ضد البيزنطيين. كانت أصنام لواتة المصنوعة من الخشب والمعدن هي أصنام غورزيل يدعي كوريب أنه خلال اشتباك بين الرومان البيزنطيين والمور ألقى إيرنا رئيس كهنة المور وملك إيلاجواس / ليفاث ثورًا مقدسًا ضد الخطوط الرومانية. حاول كلا الجيشين إثارة إعجاب بعضهما البعض بالصراخ والتضرع واستدعى الموري  أنتالاس الإله غورزيل بينما تم الصلاة المسيحية على الجانب البيزنطي:
| أغورزيل | المسيح، بشجاعة كبيرة، قاتل من أجل ذراعيك، جستنيان، بقوته. أيها الأب الطيب، احمي سلطة إمبراطورنا | أغورزيل |

وبعد ذلك رُمي الرمح والسهام وتلقى كلا الجانبين نفس عدد الإصابات.
من المحتمل أن تكون الملكة الأمازيغية الكاهنة ديهيا قد استخدمت غورزيل لاحقًا خلال معاركها ضد الغزو الإسلامي لبلاد المغرب. من المحتمل كذالك أن يكون هناك بقايا معبد بين أنقاض قرزة في ليبيا مخصصًا لغورزيل ويمكن ربط اسم المدينة نفسها باسمه.
لازال هناك معبد أمازيغي بمنطقة تبسة بالجزائر يحمل رموزا لثور, تم بناء هاذا المعبد بترخيص روماني لأحد أثرياء المدينة الأمازيغ وهو ماجيفا.
لقب إله غورزيل هو «جوبيتر المور». اكتشف نقش من العصر البونيقي الجديد عام 1846 في Lepcis Magna ويحمل اسم غورزيل, هذا الأخير يسبق اسم Saturne الذي يكشف عن أهمية الإله غورزيل.

## التسمية
من المحتمل أن يكون إسم الإله أغورزيل مرتبط بمدينة قرزة في ليبيا التي تحتوي بدورها معبدا مخصصًا لأغورزيل.